# Guvernoratul Rafah
| \| \| Fâșia Gaza Teritoriile palestiniene \| v • d • m \|    |                                     |           |
| Gaza de Nord Gaza GAZA CITY Deir al-Balah Khan Yunis Rafah · |                                     |           |
| Flag of Palestine                                            | Fâșia Gaza Teritoriile palestiniene | v • d • m |

Guvernoratul Rafah (Arabă: محافظة رفح)) este unul dintre guvernoratele Autorității Naționale Palestiniene, aflat în sudul Fâșiei Gaza. Capitala și cel mai mare oraș (muhfaza) al districtului este Rafah, care se află la granița cu Egipt. Conform Biroului Central de Statistică Palestinian (BCSP), populația guvernoratului era de 171,363 locuitori în 2006.

## Localități
- al-Bayuk
- al-Mawasi
- al-Qarya as-Suwaydiya
- Rafah (capitală)
- Shokat as-Sufi

## Tabere de refugiu
- Tall as-Sultan
- Tabăra Rafah